# Marius Runkauskas
Marius Runkauskas (Klaipėda, 20 maggio 1986) è un cestista lituano.

## Palmarès
- Campionato rumeno: 1

Asesoft Ploiești: 2014-15
- Coppa di Lituania: 1

Lietuvos rytas: 2016